# Бернолаково
Бернолаково (словац. Bernolákovo) — село, громада округу Сенець, Братиславський край, південно-західна Словаччина. Кадастрова площа громади — 28,43 км².
Населення 7692 особи (станом на 31 грудня 2017 року).

## Історія
Бернолаково згадується в 1209 році.

## Населення
| Рік:            | 1994. | 2004.   | 2014.    | 2024.    |
| --------------- | ----- | ------- | -------- | -------- |
| Кількість осіб: | 4461  | 4852    | 6147     | 10 151   |
| Різниця:        |       | +8,76 % | +26,69 % | +65,13 % |

| Рік:            | 2023. | 2024.   |
| --------------- | ----- | ------- |
| Кількість осіб: | 9896  | 10 151  |
| Різниця:        |       | +2,57 % |